# Pilocrocis
Pilocrocis is een geslacht van vlinders van de familie grasmotten (Crambidae), uit de onderfamilie van de Spilomelinae. De wetenschappelijke naam en de beschrijving van dit geslacht zijn voor het eerst gepubliceerd in 1863 door Julius Lederer. Lederer beschreef ook de eerste soort uit het geslacht, Pilocrocis ramentalis, die als typesoort is aangeduid.

## Soorten
- P. acutangula Hampson, 1899
- P. angulifera Kenrick, 1912
- P. anigrusalis (Walker, 1859)
- P. bastalis Schaus, 1920
- P. buckleyi (Druce, 1895)
- P. calamistis Hampson, 1898
- P. caustichroalis Hampson, 1918
- P. confixalis (Walker, 1865)
- P. coptobasis Hampson, 1898
- P. cryptalis (Druce, 1895)
- P. cuprealis Hampson, 1912
- P. cuprescens Hampson, 1917
- P. cyranonalis Schaus, 1920
- P. deltalis Viette, 1958
- P. dentilinealis Schaus, 1920
- P. dichocrosialis Hampson, 1912
- P. dithyralis Hampson, 1912
- P. dohrnialis Hering, 1901
- P. eriomorpha Meyrick, 1933
- P. evanidalis Schaus, 1920
- P. fanovalis Viette, 1958
- P. flagellalis Dognin, 1909
- P. flavicorpus Hampson, 1917
- P. floccosa (Hering, 1901)
- P. fulviflavalis Hampson, 1917
- P. fumidalis Hampson, 1912
- P. gillippusalis (Walker, 1859)
- P. glaucitalis Hampson, 1912
- P. granjae Hoffmann, 1934
- P. guianalis Schaus, 1920
- P. hypoleucalis Hampson, 1912
- P. isozona (Meyrick, 1936)
- P. italavalis Viette, 1958
- P. janinalis Viette, 1958
- P. lactealis Hampson, 1912
- P. laralis Hampson, 1909
- P. latifuscalis Hampson, 1898
- P. melangnatha Hampson, 1912
- P. melastictalis Hampson, 1912
- P. metachrysias Hampson, 1918
- P. modestalis Schaus, 1912
- P. monothyralis Hampson, 1912
- P. musalis Schaus, 1912
- P. pachyceralis Hampson, 1917
- P. patagialis Hampson, 1909
- P. phaeocoryla Ghesquière, 1942
- P. plicatalis Hampson, 1912
- P. polialis Schaus, 1927
- P. pterygodia Hampson, 1912
- P. purpurascens Hampson, 1898
- P. ramentalis Lederer, 1863
- P. rectilinealis (Kenrick, 1917)
- P. reniferalis Hampson, 1912
- P. rooalis (Snellen, 1875)
- P. roxonalis (Druce, 1895)
- P. runatalis Dyar, 1914
- P. sororalis Schaus, 1920
- P. stephanorma Meyrick, 1935
- P. synomotis (Meyrick, 1894)
- P. xanthostictalis Hampson, 1908
- P. xanthozonalis Hampson, 1912